# Hypsocephalus
Hypsocephalus là một chi nhện trong họ Linyphiidae.